# Chrysocorythus
A Chrysocorythus a madarak osztályának verébalakúak (Passeriformes) rendjébe a pintyfélék (Fringillidae) családjába és a Carduelinae alcsaládjába tartozó nem.
Az ide sorolt fajokat korábban a Serinus nembe sorolták, de az újabban lezajlott filogenetikai és molekuláris biológiai vizsgálatok bebizonyították, hogy az a nem polifetikus.
Így 37 fajt leválasztottak onnan és átsorolták a korábban már használt Crithagra nembe.
A nemet 1827-ben alkotta meg a brit ornitológus William John Swainson. Szintén e vizsgálat során derült ki, hogy a maláj csicsörke (Chrysocorythus estherae) távolabbi rokon faj, így külön nembe sorolása indokolt. A másik fajt 2021-ben nyilvánította a Nemzetközi Ornitológiai Szövetség különálló fajnak, mindanaói csicsörke (Chrysocorythus mindanensis) néven. 

## Rendszerezés
Chrysocorythus  nembe 2 faj tartozik:
- maláj csicsörke (Chrysocorythus estherae) vagy (Serinus estherae)
- mindanaói csicsörke (Chrysocorythus mindanensis)